# Grand Theft Auto IV
A Grand Theft Auto IV (GTA IV vagy GTA 4) a Rockstar Games Grand Theft Auto videójáték-sorozatának kilencedik, 2008. április 29-én PlayStation 3, és Xbox 360 konzolokra, 2008. december 3-án pedig PC-re megjelent része. A játékban a RAGE (Rockstar Advanced Game Engine) grafikai motor dolgozik, amely a cég Rockstar Games presents Table Tennis című játékában mutatkozott be. A játékot a Rockstar Games volt alapítója, Dan Houser kezdte el megírni. A GTA IV-et a 2006-os Golden Joystick Award-ra jelölték a One To Watch For 2007 kategóriában.

## Játékmenet
A játék elődeihez híven egy embert állít a középpontba, ő Niko Bellic, egy kelet-európai férfi, aki a játék központi szereplője. A játékos egy nagy, nyitott környezetben van, ahol szabadon mozoghat. Gyalogosan a játékos képes járni, futni, átugrani a különböző akadályok felett és úszni is, valamint fegyvereket használni és az alapvető közelharci ismereteket is tudja. A játékos ellophat és vezethet különféle járműveket, autót, hajót, helikoptert és motorkerékpárt. A Grand Theft Auto IV kihasználja az Euphoria grafikus motor lehetőségeit, amely ötvözi a mesterséges intelligenciát, a biomechanikát és a fizikát, hogy az NPC-k sokkal adaptívabbak és reálisabbak legyenek.
A nyitott nemlineáris játékmenet lehetővé teszi a játékosnak, hogy felfedezze és eldönthesse, hogy milyen módon kíván játszani a játékkal. Bár a fő történetvonalban a küldetések szükségesek a játékhoz és feloldanak bizonyos városrészeket, de ezeket a játék nem követeli meg, a küldetéseket a játékos a saját szabadidejében is megcsinálhatja. Ha nem a fő történetvonalhoz ragaszkodnak, a játékosok szabadon kóborolhatnak, és különböző dolgokat csinálhatnak a városban. A melléküldetések, mint például a bűnözők megtalálása a rendőrségi adatbázisban és az elpusztításuk, vagy utcai autós versenyeken való részvétel, akár órákon át el tudják foglalni a játékost. Ezen mellékküldetések száma véges, ahhoz hogy megnyíljanak, a fő történet bizonyos szintű feloldása szükséges.
Lehetőség van több aktív küldetésre, mivel egyes missziók akár több napig is tarthatnak (a játék időszámítása alapján mérve) , és ez megköveteli a játékostól, hogy megvárja a további utasításokat, illetve eseményeket. A játékos választhat különféle melléküldetéseket is. A Grand Theft Auto IV több helyen tartalmaz úgynevezett „erkölcsi választást” ahol a játékos befolyásolhatja a történet menetét. A játék végződését is az egyik ilyen döntés határozza meg.

### A támadás és a rendőri reakciók
A fegyveres harcokban a GTA IV a TPS nézetet alkalmazza. Ha a játékos a fedezéki módot használja, célozhat egy meghatározott személyre, vakon lőhet, és szabadon is tüzelhet. Továbbá az egyes testrészekre is célozhat. Niko végrehajthat „filmszerű kivégzéseket” is egy pisztollyal bizonyos helyzetekben és karakternél. Niko egészségét a mini-térképen egy zöld félkör mutatja, míg a kék félkör a golyóálló mellény („páncél”) épségét jelzi. Amikor a célpont be van célozva, az egészség és (adott esetben) a páncél a célzott kör szintjén jelenik meg ( konzolon csak akkor, ha be van kapcsolva az automata célzás ).
Több közelharci elem van a játékban a sorozat előző részeihez képest, nevezetesen az ütés, a rúgás, „alternatív” ütés, első és hátsó blokkolás, lefegyverezés, és ellentámadás.
Niko sérüléseit visszanövelhetjük evéssel, szódaivással, alvással, és med-kit felhasználásával, vagy hívhatunk mentőt, felhívhatjuk a barátnőt orvosi segítségkérésre, vagy igénybe vehetjük a prostik szolgáltatását is. Az egészség általában fizikai sérülések hatására csökken, például ha elüt bennünket egy autó, kirepülhetünk a szélvédőn, ha ütközünk, lövésektől, robbanásoktól, és szúrási seb hatására is csökken az életerőnk. A páncélt fokozatosan károsítja a lövés és a robbanás. Ha Niko egészsége eléri a nullát, a játék megáll és a legközelebbi kórháznál ébredünk fel, elveszítve a teljes vagyonunk 10%-át (maximum 10 000 $-t). Niko visszakapja a fegyvereit a kórházban az „újraéledés” után.
A körözési rendszer változott az GTA játékokhoz képest. Bár a csillag szint rendszer megmaradt (amelyek növelik a rendőrség beavatkozásának mértékét és a bűncselekmény súlyosságát is mutatják), a bűnüldöző szervek megváltoztak és reálisabbá váltak. A korábbi GTA részekben a körözési szint emelkedésével változott az üldöző szervek fegyverzete és erőszakossága, végül a legmagasabb szinten a hadsereg eredt a nyomunkba. A GTA IV-ben a rendőrség munkáját a NOOSE (National Office of Security Enforcement – a DHS paródiája) segíti 3-as körözöttségi szinten, ami kiegészül a NOOSE's Taktikai egységgel és az FIB-vel (Federal Investigation Bureau – az FBI paródiája) ötös és afeletti körözöttségi szinten. Mint az előző részekben is a játékost helikopter követi 3-as körözöttségi szinttől, de ezt felváltja a harci helikopter 5-ös körözöttségi szinten, kiegészülve a lövészekkel és a Gatling-ágyúval.
Amikor a rendőrség körözi Nikót, egy kék színű, kör alakú keresési terület jelenik meg a térképen, amelyben a rendőrség keresi őt. A terület mérete arányosan nő a körözöttségi szint emelkedésével és újra központozódik, ha Nikó elmozdult ugyan, de újból észrevette a rendőrség. Ha a játékosnak sikerül kilépnie a körből anélkül, hogy a rendőrök újból meglátták volna, a keresés megszűnik, a körözöttség lenullázódik. A körözöttségi szint eltüntethető, ha egy „Pay ’N’ Spray”-be behajtunk (anélkül, hogy látott volna a rendőrség bemenni minket) vagy ha bemegyünk egy mentési pontra és alszunk (elmentjük a játékot). A játékosnak lehetősége van menekülni, mielőtt még megbilincselik, többlet költségek árán.

## A történet
Itt már nem arról van szó, hogy a főszereplő keze alá hajtsuk a város teljes uralmát, valamint milliós értékű összegeket gyűjtsünk össze vele. A sztori sokkal inkább arról szól, hogyan tehet egy embert teljes mértékben tönkre egy olyan álom kergetése, mely bizonyos okokból nem lehetséges.
Főszereplőnk Nikolai "Niko" Bellic, egy kelet-európai bevándorló, akit unokatestvére, Roman "amerikai álommal" kapcsolatos hazugságai, valamint a balkáni háborúban csapatát csapdába csaló egyik szökevényen való bosszú hajtja Liberty City-be. A városba érkezésekor szembeötlővé válik számára, hogy az unokatestvére által emlegetett gyönyörű nők, sportkocsik és a luxusvilla olyan álom, melynek teljes mértékben az ellenkezője valósult meg. Roman valójában nagy adósságokat halmozott fel a város legnagyobb bűnözőivel szemben, melyet legfőképp szerencsejáték-függőségének köszönhet, és tudja, hogy csak és kizárólag Niko segíthet neki elintézni ellenségeit. Már az első küldetésben föltűnik, hogy Roman lakhelye csupán egy lepukkant albérlet, a "sportkocsi" pedig egy rozoga taxi. A "vagyona" pedig a csőd szélén ingadozó taxiscégből származik, amit ő maga vezet. Niko nekilát unokatestvére kisegítésének, különféle piszkos megbízások teljesítésével, közben egyre inkább elnyeli őt az alvilág, és végül már nemzetközi szintű bűnöző lesz.
A történet során a főszereplő rájön arra, hogy a város már önmagában képes tönkretenni az embereket, aminek köszönhetően barátai halnak meg, vagy fordulnak ellene. A játék folyamán arra is fény derül, hogy a "Szabadság Városa" túl nagy a meneküléshez.

## Többjátékos mód
A játék nem csak egyjátékos, hanem többjátékos módban is játszható. A többjátékos módnak öt fő fajtája van, amelyeken belül további változatok közt válogathatunk.

### Team
- Team Deathmatch

A klasszikus – Quake-szerű – "halálmeccs", melyben a játékosoknak csapatokba osztva kell irtaniuk egymást. A halottaktól bezsebelt pénz jelenti a pontot – amelyik csapatnak a legtöbb van belőle a meccs végén, az nyer.
- Team Mafia Work

Csapatmunkára van szükség a különböző típusú és nehézségű feladatok teljesítéséhez, melyek ebben a játékmódban állnak a játékosok elé. Amelyik csapat a leggyorsabb, és a legtöbb pénzt keresi, az nyer.
- Team Car Jack City

Liberty City teljes területéről kell adott autókat ellopni és leszállítani a gyűjtőhelyre. Minden leszállított autóért állapotával arányos pénzösszeg jár (kivéve a kábítószereket szállító autókat, melyek esetében mindenképp kifizetésre kerül a csomag teljes ára). Az a nyertes csapat, amely a legtöbb pénzt gyűjti össze.
- Cops n' Crooks

Rabló-pandúr. Két csapatban játszható játékmód: az egyik csapat a menekülő rablókból, a másik az őket üldöző rendőrökből áll. A játékmódnak két változata van: az egyikben főnöküket kell biztonságos helyre juttatniuk a rablóknak, míg a rendőrök feladata a főnök likvidálása, a másikban maguknak a rablóknak kell megmenekülniük a rendőrök elől. Amelyik csapat teljesíti célját, az nyer.

### Cooperative
- Free Mode

A játékosok szabadon szórakozhatnak a városban, kivéve ha egyesek harcos kedvükben vannak. Annak minden részletét (időjárás, fegyverek, zsaruk stb.) beállítva.
- Deal Breaker

A maximum 4 játékos feladata, hogy megakadályozzon egy-egy üzletet, majd a szemtanúkat megölve gyűjtsék a pénzt.
- Hangman's N.O.O.S.E.

A maximum 4 játékos feladata, hogy Kenny Petrovic-ot kiszabadítsa a reptérről, akit a NOOSE (SWAT) üldöz.
- Bomb da Base II.

A maximum 4 játékos a GTA 3 Bomb da Base küldetését viheti győzelemre. Itt egy orosz teherhajót kell elsüllyeszteni a játék első felében szerzett bombákkal.

### Competitive
- Deathmatch

(TBA)
- Mafiya Work

(TBA)
- Car Jack City

(TBA)

### Race
- Race

A Midnight Clubhoz hasonló, a játékban található teljes város területét kihasználó multiplayer autóverseny-mód, melyben egy adott autóval kell a starttól a célig elsőként eljutnia a játékosnak.
- GTA Race

Az előbbi játékmódhoz hasonlóan autóversenyt rejt ez az opció is, itt azonban nem csak egy adott járművet használhat a játékos, átszállhat más autókba, sőt menet közben fegyveres küzdelmekre is számíthat.

### Party
- Party Mode

(TBA)

## Rádióállomások
A Grand Theft Auto első részében is óriási jelentősége volt annak, hogy autóba ülve váltogathattunk a különböző rádióállomások közt, különböző zenei stílusok közt vándorolva. A készítők a későbbiekben is megőrizték ezen jó szokásukat, és mára már sokan a legjobb zenei válogatásokként tartják számon a GTA-ban hallgatható rádiók repertoárjait.

## Főbb szereplők
- Niko Bellic – A játék főhőse. Szerb származású korábbi katona, akinek osztagát 10 évvel korábban annak egyik tagja elárulta, aminek következtében csak ő és két társa maradt életben a 15 emberből. Niko unokatestvére után érkezik Liberty City-be, hogy megtalálja az egyik életben maradt tagot az osztagból, akit az árulónak hisz. A kezdetben unokatestvérénél lakó Bellic egyre komolyabb megbízásokat teljesít, és egyre mélyebbre merül Liberty City alvilágában.
- Roman Bellic – Niko kissé együgyű unokatestvére. Ő csábítja ki Niko-t Libertybe azzal, hogy azt állítja, remekül megy a sora. Ám amikor Niko megérkezik, döbbenten tapasztalja, hogy semmi sem igaz abból amit Roman állított – a férfi egy taxitársaságnál dolgozik, lepukkant albérletben él, és nyakig úszik az adósságokban. Niko számos alkalommal meg kell hogy mentse unokatestvérét, aki a történet két befejezése közül az egyikben meghal, a másikban összeházasodik barátnőjével.
- Dimitri Rascalov – Orosz gengszter, Mihail Faustin jobbkeze. Első ránézésre egy nyugodt, viszonylag normális maffiózó, aki, mint később kiderül, egy igazi álnok, cselszövő gazember, aki megöleti Faustint Niko-val, majd a főhőst is elárulja, és összeáll Ray Bulgarinnal. Ő felelős Roman elrablásáért, és a történet végéig megpróbálja tönkretenni és megölni Nico-t. A történet végén Nico-nak lehetősége nyílik választani, hogy Jimmy Pegorino nyomására alkut köt-e Rascalovval (ebben az esetben Rascalov ismét elárulja, és Roman meghal egy Nico-nak szánt orvlövéstől), vagy dönthet úgy, hogy bosszút áll és azonnal, szemtől szemben megöli Rascalovot.
- Jimmy Pegorino – A Liberty City-i olasz maffia vezetője, aki csak a történet vége felé kerül a képbe. Amennyiben Niko nem hajlandó tartani magát az alkuhoz, és megöli Rascalovot, Pegorino megpróbálja őt levadászni, aminek Niko barátnője, Kate mcReary esik áldozatul.
- Little Jacob – Jamaikai fegyver- és drogdíler, a Liberty City-i jamaikai banda második embere, annak vezetőjének, "Badman"-nak a jobbkeze, aki hamar Niko egyik legjobb barátja lesz. Egyike azon kevés embernek, akire a főhős bármikor számíthat, és aki végig hűséges hozzá. Nagyon erőteljes rasztafári akcentussal beszél, és szinte állandóan füvet szív.
- Brucie Kibbutz – Hiperaktív, szteroidokon élő fitneszguru, wannabe-híresség, polgári foglalkozását tekintve autókereskedő. Hiperaktív, nagyzoló és meglehetősen felszínes természete ellenére ő is megbízható barát. Brucie még a Grand Theft Auto Online játékban is szerepel.
- Patrick "Packie" McReary – Az ír McReary klán egyik magas rangú tagja, fegyvernepper és kábítószer-kereskedő, aki Elizabeta Torres-en keresztül ismeri meg Niko-t, és hamar összebarátkozik vele. Rendkívül féltékeny és olykor szuicid hajlamú ember, akivel Niko többek között egy bankot is kirabol. Ő is megbízható barát mindezek ellenére, bár néhány dologról nem tud Nico-val kapcsolatban. A Grand Theft Auto 5 egyik mellékküldetésében egy boltot rabol ki, és ha segítünk neki elmenekülni, választható segéd lesz a későbbi nagy rablásoknál.
- Francis McReary – Liberty City-ben dolgozó, velejéig korrupt rendőrkapitány, a McReary fivérek egyike. Niko-val végezteti el azokat a "munkákat", amiket a rendőröknek túl sok idejébe és energiájába kerülne felgöngyölíteni. Később arra kéri Niko-t, ölje meg fivérét, Derricket. Niko bármelyiküket megölheti, de egyikük mindenképpen meghal.
- Derrick McReary – Szintén a McReary fivérek egyike, akit korábban többször elárultak, így kiábrándult és lecsúszott lett. Néhány küldetés után a játékosnak döntenie kell, hogy őt vagy Francist öli-e meg.
- Gerald "Gerry" McReary – A negyedik McReary fivér, aki komoly ellensége az olasz Ancelotti-klánnak. Börtönbe is kerül, innét vezényelteti le Packie-vel és Niko-val a klán vezetőjének, Giovanni Ancelotti lányának, Gracie-nek az elrablását váltságdíj reményében.
- Kate McReary – A négy McReary fivér lánytestvére, az egyetlen, aki nem érdekelt a bűn világában, helyette főként édesanyjával törődik. Hamar közel kerülnek egymáshoz Niko-val, ám a történet végén az egyik esetben életét veszti egy véletlen lövés miatt, a másik opció esetén pedig megszakítja a kapcsolatát Niko-val.
- Mikhail Faustin – Egy orosz bűnszervezet vezetője Libertyben, aki, miután Niko megöli egyik alárendeltjét, Vladimir Glebov-ot, kényszerrel ráveszi Niko-t hogy dolgozzon neki. Jobbkeze, Dimitri Rascalov elárulja őt és megöleti Niko-val, hogy átvegye a helyét és felfuttassa a bűnszervezetet.
- Ray Bulgarin (tévesen elterjedt mint "Rodislav Bulgarin") – Nagy hatalmú orosz maffiózó, akinek korábban Niko is dolgozott, ám egy hiba miatt elmérgesedik köztük a viszony. Összeáll Dimitri Rascalov-val, hogy átvegyék az uralmat Liberty-ben és végezzenek Nikoval.
- Vladimir Glebov – Orosz gengszter, Faustin egyik embere, aki Romant zsarolja, mivel az tetemes tartozást halmozott fel náluk. Amolyan "törlesztésként" viszonyt folytat Roman barátnőjével, Mallorie-vel. Miután ez Niko tudomására jut, figyelmezteti Vlad-et, és miután az nem fejezi be a dolgot, végez vele.
- Ivan Bytchkov – Szintén orosz maffiózó, akit Faustin megölet Niko-val. Nico választhat, hogy életben hagyja-e a férfit, amennyiben igen, később még egyszer találkoznak.
- Mallorie Bardas – Roman Bellic Puerto Rico-i barátnője. Kedves, ám marihuánahasználó lány, aki viszonyt folytat Vlad Glebovval, hogy enyhítse barátja tartozásait. A történet végén összeházasodik Romannel (amennyiben Roman életben marad), és gyereket vár tőle.
- Elizabeta Torres – Mallorie egyik közeli ismerőse, nagy hatalmú droglady, aki ad pár megbízást Niko-nak, mielőtt a rendőrség elkezd közel kerülni hozzá. Ő öli meg Manny Escuelát és Jay Hamiltont bedrogozott állapotban.
- Manny Escuela – Korábbi nepper, aki megtért, és eltökélt szándéka, hogy megtisztítsa Liberty utcáit a drogtól. Egy félresikerült akciója során Elizabeta Torres végez vele és cameraman-jével, Jay Hamiltonnal.
- Ray Boccino – Pegorino kápója, lobbanékony, kapzsi ember, aki egy gyémántügyletet próbál lebonyolítani Niko segítségével. Végül saját főnöke öleti meg Nikoval, miután úgy sejti, besúgó az FBI-nak.
- Phil Bell – Ray Boccino közeli ismerőse, aki a történet vége felé munkával látja el Niko-t.
- Dwayne Forge – Korábban nagy hatalmú bandavezér, Playboy X mentora, akit tanítványa elárul, kiforgat az ügyleteiből, és megpróbálja megöletni Niko-val. Niko dönthet, melyiküket öli meg: amennyiben Dwayne-t kíméli meg, Dwayne a barátja lesz.
- Playboy X – Fiatal, feltörekvő nagymenő, aki mentora ellen fordul, és likvidáltatni akarja őt Niko-val. A főhős dönthet melyikük hal meg, de ha Playboy-t hagyja életben, az megszakítja vele a kapcsolatot. Ha megöli, övé lesz az apartmanja.
- Jon Gravelli – Idős gengszter, aki ad pár megbízást Niko-nak, mielőtt jobblétre szenderül a kórházban.
- Florian Cravic, új nevén Bernie Crane – Niko egységének egyik életben maradt tagja, homoszexuális, érzékeny lelkű ember, akit Niko az árulónak hisz. Ám miután ráakad, kiderül hogy Cravic ártatlan, és új életet kezdett Libertyben, többek között viszonya van az alpolgármesterrel. Rascalov látóterébe kerül, aki zsarolja őt, így Niko védi meg.
- Darko Brevic – Niko egységének másik életben maradt tagja. Ő az, aki elárulta az osztagot tízezer dollárért. Az ULP kontakt megtalálja őt Romániában és Libertybe viteti őt, ahol Niko dönthet a sorsa felől: megölheti bosszúból, vagy megkegyelmezhet neki és futni hagyhatja őt.
- Michelle (valódi nevén Karen Daniels) – Niko korábbi barátnője, akivel Liberty-be érkezését követően ismerkedik meg. Később kiderül, hogy valójában kormányügynök, aki Niko-t volt hivatott megfigyelni. Emiatt szakítanak, de később bemutatja őt az ULP kontaktnak. A GTA 5, illetve a GTA Onlineban is kapott szerepet.
- United Liberty Paper (röviden ULP) kontakt – Egy rejtélyes, magát meg nem nevező ember, aki hivatalosan egy újság szerkesztőségénél dolgozik, ám valójában egy meg nem nevezett kormányszerv ügynöke (aminek az újság is fedőcége), aki veszélyes embereket figyel meg és iktat ki. Miután Nico több megbízását is teljesíti, cserébe megkeresi neki Darko Brevic-et. ULP szintén felbukkan a GTA 5 egyik jelenetében egy kis időre.
- Stevie – Luxusautó-díler, akinek Niko 30 autót gyűjt össze.

## Letölthető epizódok
A 2007-es Electronic Entertainment Expo keretein belül jelentette be a Microsoft, hogy a Rockstar Games két exkluzív, Xbox Live Marketplace-en megvásárolható, letölthető epizódot készít Xbox 360 konzolra. A Take-Two 2007 második negyedévére vonatkozó pénzügyi eredményeiből kiderült, a letölthető epizódokat egyenként 25 millió dollárért vásárolta meg a Microsoft.

### The Lost and Damned
2009. február 17-étől érhető el az Xbox Live Marketplace-en az első, The Lost and Damned című letölthető epizód. Az epizód főszereplője, Johnny Klebitz a The Lost motoros banda tagja. Az epizód az alapjáték történetének több rejtélyét is megmagyarázza, továbbá Niko Bellic is feltűnik egy kis időre. Az 1,78 GB-os epizód 1600 MS pontért vásárolható meg.

### The Ballad of Gay Tony
2009. október 29-től letölthető a második, The Ballad of Gay Tony című epizód az Xbox Live Marketplace-ről, az előzővel megegyezző áron. A történet középpontjában Luis Fernando Lopez áll, aki Tony Prince vagyis "Gay Tony" night club birodalom tulajdonos ügyeit intézi.
Szintén elérhető a Grand Theft Auto: Episodes from Liberty City című lemezes összeállítás, mely mindkét epizódot tartalmazza, és aminek futtatásához nincs szükség az eredeti játékra.
2010. április 16-tól mindkét epizód letölthető PC-re és PlayStation 3-ra, egyenként 20 dolláros áron, továbbá az Episodes from Liberty City című dobozos kiadás is megvásárolható az üzletekben.

## Érdekességek

### Niko Bellic filmbéli alteregoja
GTA IV rajongók szerint a Rockstar North az Ellenséges terület című háborús akciófilm negatív főszereplőjéről, a Vladamir Mashkov által játszott Sasháról mintázta Niko Bellic karakterét, ezt azonban a Rockstar Games nem erősítette meg. Mashkov a filmben egy elszánt, jéghideg szerb katonát alakít, míg Niko a GTA-ban úgyszintén szerb illetőségű exkatona. Vladamir Mashkov az amerikai álmot New Yorkban kereső orosz gyilkosokról szóló 15 perc hírnév című filmben is szerepel.

### Anyagi siker
A kiadó, a Take2 hatmillió eladott példányt és 400 millió dolláros forgalmat várt a megjelenés utáni első héten. A játék viszont már az első napon 310 millió dolláros bevételt hozott, és a hét letelte után már 500 milliónál tartanak a számlálók. Az addigi legsikeresebb játéknak, a Halo 3-nak az első napon 170 millióig sikerült eljutnia, az első hetet 300 millióval zárta. A filmek közül A Karib-tenger kalózainak utolsó része tartja a bevételi rekordot, 404 millió dolláros első heti nemzetközi jegybevétellel, amit a GTA alaposan felülmúlt.

## Fordítás
- Ez a szócikk részben vagy egészben  a   Grand Theft Auto IV című angol Wikipédia-szócikk fordításán alapul.  Az eredeti cikk szerkesztőit annak laptörténete sorolja fel. Ez a jelzés csupán a megfogalmazás eredetét és a szerzői jogokat jelzi, nem szolgál a cikkben szereplő információk forrásmegjelöléseként.